# Sigebert (East Anglia)

Das Königreich East Anglia in frühangelsächsischer Zeit

Sigebert (auch Sigeberht, Sigberct; † um 640 in Suffolk) war von 630/631 bis um 637 König des angelsächsischen Königreichs East Anglia aus der Dynastie der Wuffinger.

## Leben
Beda Venerabilis nannte Sigebert den Bruder Eorpwalds und nicht Rædwalds Sohn, was von einigen Historikern so interpretiert wurde, dass Sigebert Rædwalds Stiefsohn gewesen sei. Diese Theorie geht auf Wilhelm von Malmesbury, einen Geschichtsschreiber aus dem 12. Jahrhundert, zurück. Sigebert zog sich die Missgunst Rædwalds zu und musste East Anglia verlassen. Er ging ins Frankenreich und wurde dort getauft. Beda beschrieb ihn als frommen und gelehrten Mann. Im Exil lernte er den Geistlichen Felix von Burgund kennen, der ihm um 630 nach East Anglia folgte.
Um 630/631 erlangte Sigebert die Königswürde in East Anglia. Sogleich begann er mit der Bekehrung East Anglias. Auf seinen Wunsch hin weihte Honorius, der Erzbischof von Canterbury, Felix zum Bischof der Ostangeln und wies ihm Dommoc als Bischofssitz zu. Üblicherweise wird Dommoc mit Dunwich identifiziert, doch kommt auch das Kastell Walton Castle bei Felixstowe in Betracht. König Sigebert und Felix errichteten um 631 nach fränkischem Vorbild eine Schule. Auch die irischen Missionare Fursa und Foillan wurden von Sigebert freundlich aufgenommen. Sigebert stellt Ländereien zur Gründung des Klosters Cnobheresburg zur Verfügung. Der Standort des heute nicht mehr existierenden Klosterkomplex lag möglicherweise beim ehemaligen Kastell Caister-on-Sea oder Kastell Burgh-Castle bei Great Yarmouth in Norfolk.
Sigebert dankte um 637 ab und übergab den Thron an seinen Verwandten Ecgric, der bereits als Unterkönig in einem Teil East Anglias regiert hatte. Er zog sich als Mönch in ein von ihm erbautes Kloster zurück. Dass es hierbei, wie im Liber Eliensis aus dem 12. Jahrhundert behauptet, um Betrichesworðe, das spätere Bury St Edmunds handelte, ist unglaubwürdig.
Um 640 griff Penda, der König von Mercia East Anglia an. Sigebert, der den Ruf eines berühmten und mutigen Heerführers hatte, wurde von den unterlegenen Ostangeln aus dem Kloster geholt um das Heer in der folgenden Schlacht zu ermutigen. Er soll widerstrebend und eingedenk seines Gelübdes unbewaffnet, nur mit einem Stab in der Hand, inmitten des Heeres in die Schlacht gezogen sein. Sigebert und Ecgric fielen im Kampf und das ostanglische Heer wurde niedergemacht oder floh. Sigebert wurde vermutlich in Bedricesweord (Bury St Edmunds, Suffolk) beigesetzt.
Bedas knappe Ausführungen zu Sigeberts Exil im Frankenreich, merowingische Münzfunde in Sutton Hoo und Sigeberts Name, den auch fränkische Könige trugen, weisen auf die enge Verbindung zwischen East Anglia und dem Kontinent im frühen 7. Jahrhundert hin.
Er gilt als Märtyrer, da er im Kampf gegen Heiden fiel. Für seine Verdienste um die Christianisierung East Anglias wird er in der Anglikanischen Kirche als Heiliger verehrt. Sein Gedenktag ist der 29. Oktober.